# Слокум (лунный кратер)
Кратер Слокум (лат. Slocum) — небольшой ударный кратер в юго-восточной части Моря Смита на видимой стороне Луны. Название присвоено в честь американского астронома Фредерика Слокума (1873—1944) и утверждено Международным астрономическим союзом в 1976 г. 

## Описание кратера

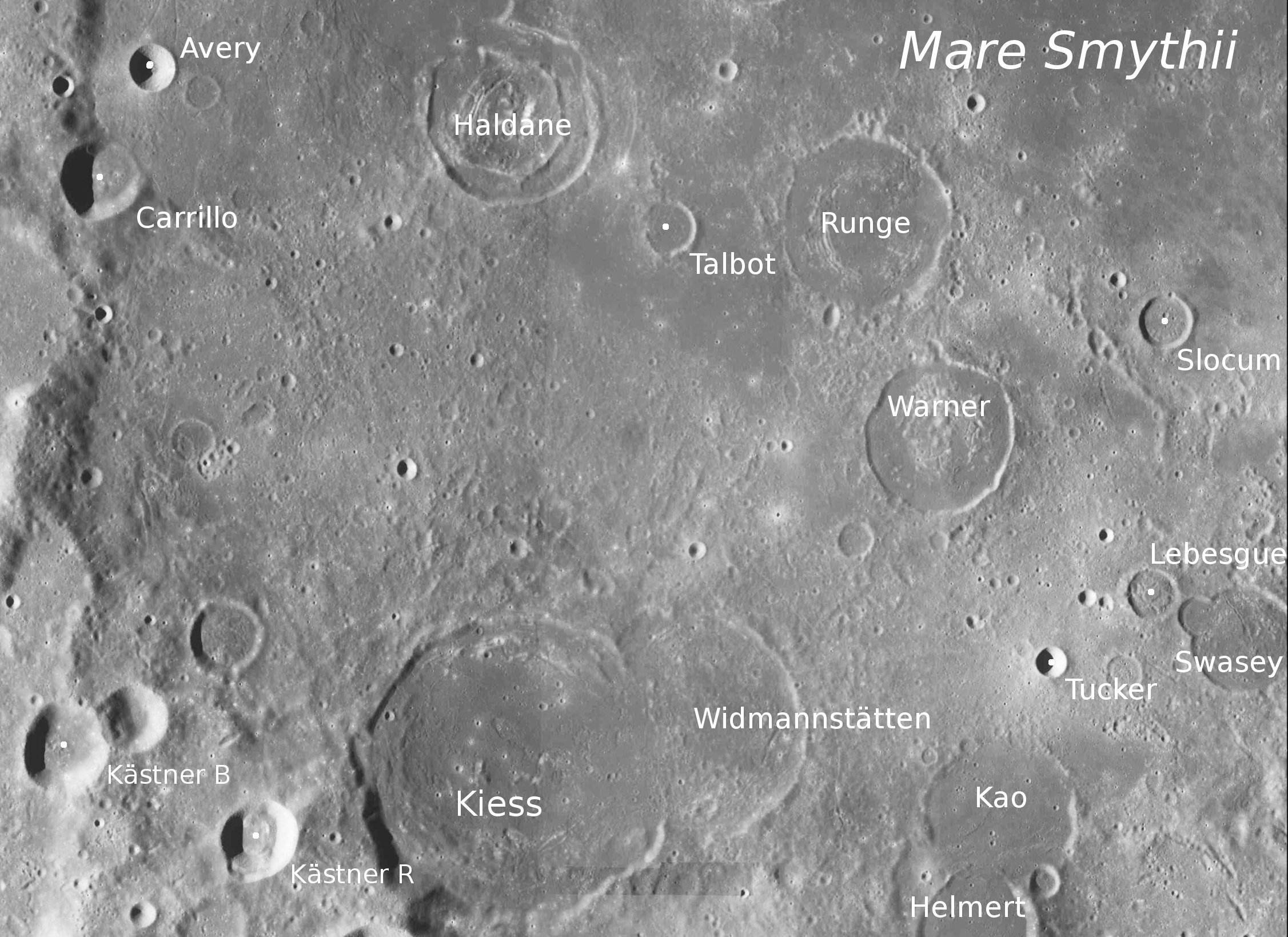
Окрестности кратера Слокум. Снимок зонда Lunar Reconnaissance Orbiter.

Ближайшими соседями кратера Слокум являются кратер Уорнер на западе-юго-западе; кратер Рунге на западе-северо-западе; кратер Мак-Эди на севере-северо-востоке; кратер Пуркинье на востоке-северо-востоке; кратер Юм на юго-востоке и кратер Лебег на юге. На севере от кратера расположены гряды Дана; на северо-востоке - гряда Клооса. Селенографические координаты центра кратера 3°09′ ю. ш. 89°04′ в. д. / 3,15° ю. ш. 89,07° в. д., диаметр 12,2 км, глубина 2,1 км.
Кратер Слокум имеет циркулярную форму и практически не разрушен. Вал с четко очерченной кромкой, в северной части имеет понижение и отмечен мелким кратером. Внутренний склон вала узкий, с высоким альбедо. Высота вала над окружающей местностью достигает 490 м.   Дно чаши ровное, в северной части отмечено несколькими мелкими кратерами. На западе и юго-западе от кратера расположены складки на поверхности Моря Смита. По морфологическим признакам кратер относится к типу SOS (по названию типичного представителя этого класса — кратера Созиген).

## Сателлитные кратеры
Отсутствуют.

## См.также
- Список кратеров на Луне
- Лунный кратер
- Морфологический каталог кратеров Луны
- Планетная номенклатура
- Селенография
- Минералогия Луны
- Геология Луны
- Поздняя тяжёлая бомбардировка